# Дункер, Карл
Карл Дункер (нем. Karl Duncker; 2 февраля 1903, Лейпциг — 23 февраля 1940, США) — немецкий психолог, видный представитель гештальтпсихологии, один из наиболее выдающихся исследователей мышления.
Дункер известен прежде всего своими исследованиями в области продуктивного мышления и решения задач. Проведя многочисленные эксперименты, Дункер ввёл понятие функционального значения решения задачи; открыл феномен функциональной закреплённости, заключающийся в том, что используемый определённым образом предмет трудно потом использовать иначе.

## Биография
С 1930 года работал в Психологическом институте в Берлине. В 1935 году покинул Германию и работал сначала в Кембридже у Ф. Ч. Бартлетта, а затем в США.
В возрасте 37 лет покончил с собой.

## Научные взгляды

### Мышление и инсайт
Согласно определению Дункера, «мышление — это процесс, который посредством инсайта (понимания) проблемной ситуации приводит к адекватным ответным действиям». Процесс, ведущий от стимула к ответному действию, Дункер называет инсайтным, если он непосредственно определяет содержание этого действия (в отличие от простого высвобождения стимулом уже готовой реакции). Это необходимо, когда такое действие не следует непосредственно из прошлого опыта.
Всякую проблемную ситуацию можно рассматривать с разных точек зрения (как совокупность элементов или как целое, в одной или в другой структуре и т. п.). Именно этим и объясняется возможность инсайта. Психологическая структура ситуации изменяется в ходе решения задачи. Например, меняются фигуро-фоновые отношения: «части и моменты ситуации, которые раньше или совсем не сознавались, или сознавались лишь на заднем плане, не тематически, вдруг выделяются, становятся главными, темой, „фигурой“, и наоборот». Могут меняться и осознаваемые (используемые) свойства (функции) элементов ситуации. Меняются отношения часть-целое: элементы ситуации, которые сначала воспринимались как части разных целых, начинают восприниматься как одно целое. Включаясь в новую структуру, элемент приобретает новые свойства. При этом он не перестаёт быть элементом первой структуры; меняется только точка зрения, то есть мы обращаем теперь внимание на те его свойства, которые он имеет во второй структуре, и перестаём интересоваться его свойствами как элемента первой структуры. «Очень вероятно, что глубочайшие различия между людьми в том, что называют „способностью к мышлению“, „умственной одаренностью“, имеют свою основу в большей или меньшей легкости таких переструктурирований».

### Процесс решения задач

#### Стадии решения задачи
Согласно Дункеру, процесс решения задачи протекает следующим образом.
1. Сначала нужно понять проблемную ситуацию, то есть выявить её внутренние связи; воспринять её как целое, заключающее в себе некий конфликт (например: обезьяна понимает, что её конечности слишком коротки, чтобы достать банан). «Понять что-либо означает приобрести гештальт или увидеть функциональное место его в гештальте».[8]
2. Из этого следует «функциональное значение» решения, которое, по словам Дункера, «находится на основе внутренних и очевидных связей с условиями проблемной ситуации» (например: необходим длинный предмет).
3. Потом функциональное значение решения конкретизируется, воплощается в определённое решение (например: палка). «Понять какое-либо решение как решение — это значит понять его как воплощение его функционального значения».[9]

Функциональное значение решения не является абстрактным, то есть общим для разных конкретных задач; «оно всецело возникает из данной проблемной ситуации», — пишет Дункер. Это доказывается тем, что при решении двух разных задач, имеющих общее функциональное значение решения, решение первой нисколько не помогает испытуемым при решении следующей за ней задачи, даже если они решают их подряд.
Процесс решения представляет собой развитие понимания проблемы. Функциональное значение решения есть определенное преобразование первоначальной проблемы. И каждое новое свойство будущего решения, которое принимает в себя по ходу решения задачи функциональное значение, превращает функциональное значение в новую, более точно и определённо поставленную проблему. С каждым последующим преобразованием задачи процесс решения учитывает всё больше особенностей конкретной ситуации, постепенно проникая в её специфические условия и возможности. Дункер формулирует это так: «Конечная форма определённого решения в типическом случае достигается путём, ведущим через промежуточные фазы, из которых каждая обладает в отношении к предыдущим фазам характером решения, а в отношении к последующим — характером проблемы».

#### Анализ ситуации и цели
На каждой фазе решения может быть поставлен вопрос о причинах конфликта («Почему я не могу достать банан руками?»), позволяющий глубже проникнуть в природу конфликта и приблизиться к решению («Потому что руки слишком коротки»). Дункер называет это «анализом конфликта».
Параллельно этому «углублению» может происходить и «горизонтальное» перемещение между несколькими функциональными значениями, причём возвращаясь вновь к одному из функциональных значений, человек корректирует неудачный вариант решения, на котором остановился прежде, — по словам Дункера, ищет «в рамках прежней постановки вопроса другой зацепки для решения» или уточняет саму постановку вопроса.
Бывает, что не функциональное значение предшествует его конкретному воплощению, а, напротив, какой-то случайно бросившийся в глаза элемент ситуации (например, палка, замеченная обезьяной) наводит на мысль о его функциональном значении. Это может быть и результатом сознательного анализа «материала ситуации» («Что я могу использовать?»). Такой анализ ситуации особенно часто происходит при решении математических задач на доказательство.
Кроме описанного анализа ситуации (то есть анализа конфликта или материала) может происходить и анализ цели. Он выражается вопросами типа «Чего, собственно, я хочу?», «Без чего я могу обойтись?» и т. п. («Хочу ли я, чтобы банан оказался там, где сейчас я, или, может быть, я — там, где банан?»). Может происходить обобщение цели («Что вообще делают, когда хотят достать что-то на расстоянии?»). Анализ цели часто имеет место при решении математических задач на доказательство, когда преобразовывается то, что требуется доказать.

### Задачи Дункера
Дункер пользовался в своих экспериментах математическими и практическими задачами, предлагая испытуемым рассуждать вслух во время их решения.

#### Математические задачи
Дункер обнаружил, что математические задачи решаются в основном при помощи анализа цели и анализа ситуации. Например, требуется объяснить, почему все числа вида «abcabc» (651 651, 274 274 и т. п.) делятся на 13. Вот один из протоколов эксперимента:

(1)Может быть, уже каждая тройка цифр делится на 13? (2)Может быть, здесь есть какое-либо правило суммирования цифр, как для случая делимости на 9? (3)Это должно следовать из какого-то скрытого общего принципа строения — первая тройка цифр в 10 раз больше второй, 591 591 есть 591 умноженное на 11, нет: умноженное на 101 (экспериментатор: «Верно?»), нет, на 1001. Не делится ли 1001 на 13?

Рассуждение (3), которое привело к решению, начинается с анализа цели: утверждение, что все числа вида «abcabc» делятся на 13, преобразуется в утверждение, что делимость на 13 следует из общих свойств чисел вида «abcabc». Затем начинается процесс анализа ситуации, направленный на поиск общих свойств чисел «abcabc», имеющих отношение к делимости. Это обычный путь решения математических (в том числе геометрических) задач на доказательство. Задача решается «с двух сторон» — происходит анализ ситуации (с точки зрения цели; в данной задаче эта точка зрения состоит в том, что отыскиваются не всякие общие свойства чисел «abcabc», а имеющие отношение к делимости) и анализ цели (релевантный данной задаче, с точки зрения её условий). Этот анализ осуществляется во многом наудачу, будучи ограниченным только упомянутыми «точками зрения». Наконец происходит «замыкание», когда анализ ситуации и анализ цели приводят к пониманию «решающего соотношения» (если общий делитель чисел делится на 13, то и сами числа делятся на 13).
Важно, что решающее соотношение всплывает только когда какая-то его конкретная часть уже обнаружена более или менее случайными поисками. В данном случае части, о которых идёт речь, таковы: числа «abcabc» делятся на 1001; 1001 делится на 13. Ни один из испытуемых не поставил в ходе решения вопрос о том, не имеют ли числа «abcabc» общего множителя, делящегося на 13 (что соответствовало бы обнаружению функционального значения решения в случае практических задач). Дункер, впрочем, допускает, что это может происходить с опытными математиками.

#### Практические задачи
В качестве примеров можно привести несколько практических задач Дункера и функциональных значений их решений.
- Задача: «Предположим, что металлический шар падает на твёрдую металлическую поверхность. Известно, что после удара он подпрыгнет; этот факт обусловлен плоской деформацией шара при соприкосновении его с поверхностью. Упругие силы шара заставляют его принять прежнюю форму, что и вызывает его отталкивание (вспомните резиновый мяч). Вам нужно доказать наличие плоскостной деформации и найти способ, который мог бы не только показать наличие этого факта, но также форму и величину деформации».

Функциональное значение решения: «Функциональное значение наилучшего решения состоит в том, что находится третье, промежуточное, вещество, которым шар или поверхность окрашивается на месте предполагаемой деформации; оно наносится достаточно тонким слоем и легко оставляет след, что не изменяет условий задачи; кроме того, оно не обладает упругостью и поэтому сохраняет отпечаток круга».
- Задача. В другом эксперименте Дункер зачитывал испытуемым отрывок из «Гекльберри Финна» Марка Твена, в котором рассказывается, как Гекльберри Финн однажды переоделся в платье девочки; женщина, в доме которой он оказался, подозревает, что перед ней мальчик. Дункер предлагал испытуемым поставить себя на место этой женщины и придумать, как проверить свои подозрения.

«Функциональное значение решения заключается в следующем: поставить его [Гека] в типичные условия, при которых оба пола ведут себя по-разному; поставить его в необычные условия, когда предварительная подготовка окажется бесполезной или когда ситуация вызовет в нём мальчишеские привычки».
- Задача: «Надо найти приём для уничтожения неоперируемой опухоли желудка такими лучами, которые при достаточной интенсивности разрушают органические ткани, при этом окружающие опухоль здоровые части тела не должны быть разрушены».

Функциональные значения решений, предложенные Дункеру испытуемыми в ходе экспериментов:
1) устранить контакт между лучами и здоровыми тканями (одно из конкретных воплощений этого — послать лучи через пищевод);
2) понизить чувствительность здоровых тканей (например, с помощью инъекции);
3) понизить интенсивность лучей на пути через здоровые ткани (например, послать с разных сторон несколько слабых лучей, пересекающихся на опухоли). Последнее функциональное решение в указанном конкретном воплощении является наилучшим решением задачи; первые два неосуществимы на практике.
- Задача: «Представьте себе большой город, в одном из концов которого находится большая площадь. Однажды на площади произошло странное и очень занятное событие. Оно привлекло к себе тысячи людей, и так как главная улица была самой широкой и удобной в городе и вела прямо на площадь, полицейским органам нужно было найти способ предотвращения блокады движения по главной улице, которая была загружена толпами людей. Какой способ предложили бы вы?».

Функциональные значения решений, предложенные Дункеру испытуемыми в ходе экспериментов:
1) устранить контакт между площадью и главной улицей;
2) поставить на улицах полицейских, которые будут контролировать поток людей, таким образом люди не смогут передвигаться всей толпой;
3) Остановить движение на главной улице, пустить людей по небольшим «окольным» улочкам. Таким образом люди смогут посмотреть событие и не создать блокаду главной улицы.

## Сочинения

### Переводы
- Дункер К. Качественное (экспериментальное и теоретическое) исследование продуктивного мышления // Психология мышления. М., 1965. С. 21—85.
- Дункер К. Психология продуктивного (творческого) мышления // Психология мышления. М., 1965. С. 86—234.

### Избранные публикации
- Duncker K. Zur Psychologie des produktiven Denkens. Berlin: Springer, 1935.
- Duncker K. Behaviorismus und Gestaltpsychologie // Erkenntnis. 1932/1933. Vol. 3. Iss. 1. S. 162—176.
- Duncker K. Lernen und Einsicht im Dienst der Zielerreichung // Acta Psychologica. Vol. 1. S. 77—82.
- Duncker K. Ethical Relativity? An enquiry into the psychology of ethics // Mind. 1939. Vol. 48 (189). P. 39—57.
- Duncker K. On pleasure, emotion, and striving // Philosophy and Phenomenological Research. Vol. 1 (4). P. 391—430.